# Gaston Van Volxem
Gaston Van Volxem (1893– ?) byl belgický reprezentační hokejový obránce.
V roce 1920 a 1924 byl členem Belgického hokejové týmu, který skončil 1× sedmý a 1× osmý na zimních olympijských hrách.